# 鳥取生協病院
鳥取生協病院（とっとりせいきょうびょういん）は、鳥取県鳥取市にあり、鳥取医療生活協同組合が運営する病院である。

## 概要
救急告示病院。一般病床260床(一般病床106,地域包括ケア病床44,回復期リハビリ病床90，緩和ケア病床20)を備える。1日あたりの平均外来患者数は281.4、入院患者数は243.1。
全日本民主医療機関連合会(民医連)に加盟している。

## 沿革
- 1951年（昭和26年）7月 - 鳥取医療生活協同組合を設立。
- 1951年（昭和26年）8月 - 鳥取診療所を開設。
- 1952年（昭和27年）4月 - 鳥取大火により全焼罹災(一行寺本堂を仮診療所として診療開始)
- 1952年（昭和27年）9月 - 鳥取市末広温泉町252番地（現在は田村内科・眼科の位置）に新築移転。
- 1958年（昭和33年）9月1日 - 鳥取生協病院に改称。
- 2008年（平成20年）3月3日 - 日本交通跡地に建設された新病院に移転。
- 2009年（平成21年） - 無料定額診療事業開始。

## 診療科目
- 内科
- 精神科
- 神経内科
- 呼吸器科
- 消化器科
- 循環器科
- 小児科
- 外科
- 整形外科
- 脳神経外科
- 放射線科
- 麻酔科
- リウマチ科
- リハビリテーション科
- 健診センター

## 医療機関の認定
(この節の出典)
- 保険医療機関
- 労災保険指定医療機関
- 更生医療指定自立支援医療機関
- 育成医療指定自立支援医療機関
- 精神通院医療指定自立支援医療機関
- 身体障害者福祉法指定医の配置されている医療機関
- 精神保健指定医の配置されている医療機関
- 生活保護法指定医療機関
- 結核指定医療機関
- 指定小児慢性特定疾病医療機関
- 戦傷病者特別援護法指定医療機関
- 原子爆弾被害者一般疾病医療取扱医療機関
- 臨床研修病院
- 特定疾患治療研究事業委託医療機関
- DPC対象病院
- 無料低額診療事業実施医療機関

## 交通アクセス
- JR山陰本線・因美線「鳥取駅」から徒歩7分。
- 日ノ丸バスまたは日交バス「生協病院前」停留所（路線番号：69・70H・72・73・74・75・75B・76・77・78H・80・81・82・83・84・85・87）下車。
- JR山陰本線・因美線「鳥取駅」より鳥取市100円循環バス「くる梨赤コース」（路線番号：01）に乗車して「生協病院前」下車。